# Abbaye du Mont des Cats (formatge)
L'abbaye du Mont des Cats és un formatge de pasta tova amb pell rentada fet a partir de llet crua de vaca.

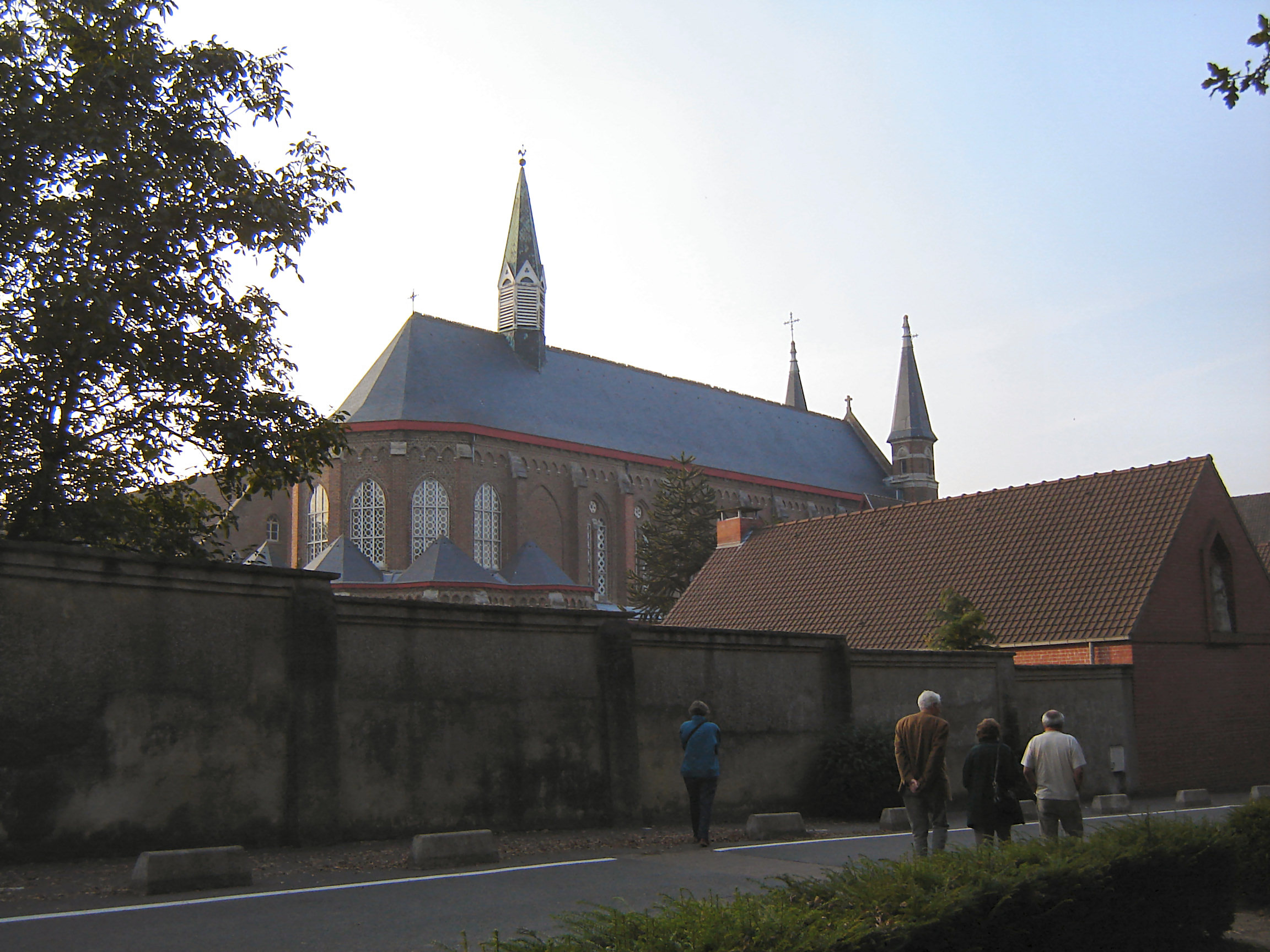
Església de l'abadia

L'abadia de Mont des Cats, prop del poble de Godewaersvelde, a Flandes, va ser fundada el 1826. Va viure, igual que altres abadies de monjos trapencs en l'autarquia gràcies a la seva granja. De la llet del ramat, el 1890 es va començar a produir formatge per donar suport a la comunitat. El formatge artesà s'elaborava usant la recepta del Port-salut, segurament seguint les instruccions d'algun monjo traslladat. Aviat aquest formatge trapenc va gaudir d'un cert èxit a la regió, i els monjos van haver de comprar la llet a les granges veïnes. El formatge va ser un èxit des del seu naixement, i va ser premiat al Concours Général agricole de París el 1892, 1888 i 1889.
Actualment, es produeix amb mètodes moderns en una petita formatgeria independent amb llet de les granges veïnes. Durant la maduració es banya amb salmorra tenyida amb "rocou", un extracte vermellós de llavors de bixa. La pell fina, coriàcia i taronja cobreix un interior groc pàl·lid, elàstic i flexible. A la zona es pren de bon matí amb cafè.
La producció anual és de 220 tones i està destinat principalment a Nord-Pas de Calais, i en menor mesura a Bèlgica i la regió de París.